# Trittligasse

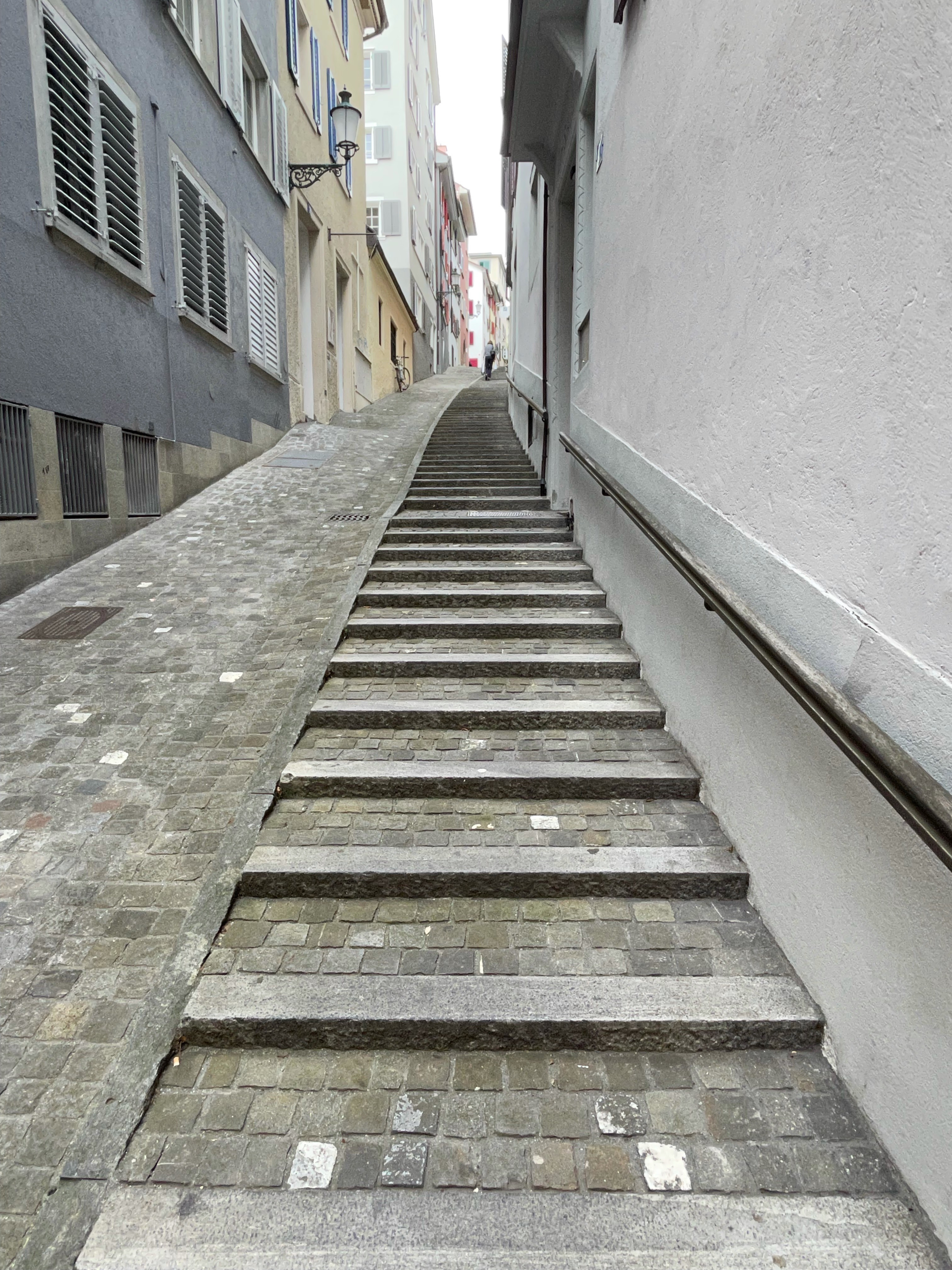
Die Trittligasse

Die Trittligasse ist eine Gasse in der Altstadt von Zürich rechts der Limmat. Sie führt von der Oberdorfstrasse in ostnordöstlicher Richtung hoch zur Winkelwiese.

## Strassennamen
Ein Teil der steil ansteigenden Strasse ist mit Treppenstufen versehen – in schweizerischer Mundart Trittli genannt –, von denen sich der heutige Name ableitet. Die Gasse besteht nachweislich seit mindestens 1489 und war damals unter der Bezeichnung Hinterste Gasse bzw. auch als usser Gassly bekannt.
Der heutige Name wird seit etwa 1790 gebraucht, galt seinerzeit aber nur für den unteren Abschnitt zwischen der Oberdorfstrasse (damals noch Hauptstrasse) und der Neustadtgasse, während der östliche Abschnitt bis zur Winkelwiese, in dem es keine Stufen gibt, zu jener Zeit noch als Dritte Gasse bezeichnet wurde.

## Besondere Gebäude
Im gleich zu Beginn auf der rechten Strassenseite stehenden Haus zum Sitkust (Nummer 2) wohnte bis zu seinem Tod der Zürcher Bürgermeister Hans Waldmann, der am 6. April 1489 hingerichtet wurde. Über dem Hauseingang steht eine Papageien-Skulptur.
Hinter den Gebäuden auf der Südseite der Strasse, zu der auch das Haus zum Sitkust gehört, liegen kleine Gärten.
Im auf der gegenüber liegenden Seite stehenden Haus zur Lerche (Nummer 5) lebte der Schweizer Arzt und Naturforscher Johann Jakob Scheuchzer von 1700 bis zu seinem Tod 1733 und im Haus zum Rehböckli (Nummer 26) am oberen Ende der Strasse wohnte der Schweizer Chronist Johannes Stumpf von 1562 bis zu seinem Tod 1578.

## Freilichtspiel
1960 fand auf dem kleinen Platz an der oberen Trittligasse gleich unterhalb der Villa Tobler die erste Ausgabe der «Zürcher Ballade» statt. Eine Gruppe Schauspieler rund um den Theaterproduzent Edi Baur, präsentierte während drei Monaten bei schönem Wetter einen satirischen Blick auf das Geschehen in Zürich. Die «Zürcher Ballade» fand 1962 ein weiteres Mal an der Trittligasse statt, bevor sie wegen Lärmklagen ins Zürcher Seefeld vor die Villa Egli ziehen musste. 1964 fand sie das letzte Mal statt. 2017 erweckt der Zürcher Unterhaltungskünstler und Produzent Christian Jott Jenny den Anlass zu neuem Leben und führt das «Freilichtspiel Trittligass» im September für drei Wochen auf. Das Freilufttheater bot rund 300 Personen Platz. Aus dem Originalensemble der 60er Jahre war Jürg Randegger dabei. Mit ihm auf der Bühne standen Christian Jott Jenny, Walter Andreas Müller, Heidi Diggelmann, Barbara Baer, Reto Hofstetter und Samuel Zünd. In den Jahren 2020 und 2023 wurde das Theater erneut aufgeführt und mit neuen Liedern ergänzt.